# Брусина, Спиридион
Спиридион Брусина (хорв. Spiridion Brusina; 1845–1909) — хорватский естествоиспытатель, малаколог и педагог.

## Биография
Спиридион Брусина родился 11 декабря 1845 года в городе Задаре расположенном в центральной части побережья Адриатики. 
Получил специальное образование в Венском университете и с 1876 года состоял профессором университета Загреба.
Брусина оказал много важных услуг Загребскому академическому музею и написал множество трудов по естественным наукам, среди которых, в частности были: «О neritodontih u Dalmaciji i Slavoniji», «Fauna zagrebačke okolice», «Sisavci jadranskoga mora».
Спиридион Брусина умер 21 мая 1909 года в Загребе.
В 2005 году ему был установлен памятник в родном городе (скульптор Ratko Petrić).

## Избранная библиография
- «О neritodontih u Dalmaciji i Slavoniji»,
- «Fauna zagrebačke okolice»,
- «Sisavci jadranskoga mora».